# Яцура, Елена Борисовна
Елена Яцура (род. 23 января 1968, Краснодар, СССР) — российский продюсер, сотрудничала с кинокомпаниями «Слово», Non-Stop Production, «Богвуд-кино», Фильмоком, «Трикита Энтертеймент». Обладатель премии лучшему продюсеру стран СНГ и Балтии на Открытом фестивале кино стран СНГ и Балтии «Киношок» 2003 года.
Дважды лауреат российской национальной кинопремии «Ника» как продюсер лучшего игрового фильма года («Свои», 2004, и «9 рота», 2005) и национальной кинонаграды «Золотой орёл» как продюсер лучшего игрового фильма 2005 года «9 рота».
Продюсер полутора десятков режиссёрских дебютов — Филиппа Янковского («В движении», 2002), Фёдора Бондарчука («9 рота», 2005), Алексея Германа-младшего («Последний поезд», 2003), Ильи Хржановского («4», 2004), Константина Мурзенко («Апрель», 2001), Ренаты Литвиновой («Богиня. Как я полюбила», 2004).

## Биография
Родилась 23 января 1968 года в Краснодаре. В двухлетнем возрасте переехала вместе с семьёй в город Кривой Рог.
В 1985 году окончила общеобразовательную школу 43 в Кривом Роге. По окончании школы два года работала костюмером в Театре драмы и музыкальной комедии имени Тараса Шевченко, в том числе — на постановках оперетт «Однажды в Севилье», «Мистер Икс», «Королева чардаша».
В 1987 году поступила в Москве в ГИТИС, который окончила в 1992 году по специальности театровед с красным дипломом (тема работы — «Модель героя в советской драматургии 1929—1932 годов»). В 1990—1991 годах по обмену училась в Тринити-колледже, Дублин, Ирландия, где прошла курс по психоанализу и театральным дисциплинам. Именно там увлеклась кино — что совпало с премьерной телетрансляцией сериала Дэвида Линча «Твин Пикс». Поскольку программа театроведческого курса ГИТИСа заметно опережала аналогичную в Тринити-колледже, образовавшееся свободное время посвящала просмотру всего, что шло в дублинских кинотеатрах или было доступно на видеокассетах.
По возвращении в Москву и после защиты диплома окончательно решила связать свою профессиональную деятельность с кино и в 1993 году приступила к работе на киностудии «Слово» (киноконцерн «Мосфильм») в должности заместителя главного редактора.

### 1993—1998
На середину 1990-х годов приходится пик развала кинопроката и кинопроизводства в России. В момент прихода Яцуры на «Слово» студия производит видеоприложение к первому российскому эротическому журналу «Андрей». Как редактор она занимается выпуском трёх продолжений, эротических видеопрограмм, выходивших с порядковыми номерами под общим названием «Забава». Эти программы, в работе над которыми работали Дмитрий Месхиев и Георгий Шенгелия, стали первым лицензионным видео в России.
9 мая 1995 года по телевидению состоялась премьера фильма Евгения Матвеева «Любить по-русски», ставшего первым российским кинопродуктом, получившим широкий народный отклик в постсоветском пространстве. На студии «Слово» возникает идея снять сиквел на деньги от заранее проданных билетов. Хотя первоначальная идея не осуществилась, акция «Народное кино на народные деньги», которую проводит Яцура, становится первой PR-акцией российского кинематографа. Яцура делает серию передач на РТР, проводит конкурс частушек для саундтрека к фильму в «Добром утре» с Дмитрием Дибровым, организует первые в истории российского кинопромоушна выезды для прессы на съемки со сбором грибов и русским застольем. В итоге PR-компания, начинавшаяся в коммунистических изданиях «Завтра» и «Правда», заканчивается в программе Леонида Парфенова «Намедни», на страницах журнала Playboy и в ресторане Planet Hollywood, где в качестве кинореликвии были выставлены кирзовые сапоги героя Матвеева. Фильм «Любить по-русски 2» был продан каналу РТР за рекордную на тот момент сумму в 30 тысяч долларов и стал единственным — наряду с фильмом «Брат» — лицензионным видео, которое вернуло вложенные в фильм средства. За свою работу Яцура вытребовала у руководителей студии для себя в фильме персональный титр — так в российском кино впервые появилась надпись «Творческий продюсер».
Следующей работой Яцуры стала мелодрама Дмитрия Месхиева о школьной любви «Американка». Эта лента выполнена в технике «неправильной камеры», когда части лиц на крупных планах иногда остаются за кадром, которую в год выхода фильма сделают модной Ларс фон Триер и его соратники по датской «Догме», сопровождается PR-компанией на радио Europa Plus из 90 пари со зрителями на американку и, будучи сопровождена звуком в формате Dolby, демонстрируется в одном из двух единственных существовавших тогда в России кинотеатров, оснащённых установкой Dolby Stereo, — «Пушкинском».
Опробовав современные PR-технологии, Яцура загорается идеей снять современный фильм о современной Москве; как сказала она тогда в интервью газете «Известия», «Принцип очень простой: мы живём в неописанном мире, в котором происходит масса всего интересного, живёт множество удивительных героев, сюжетов… Простейшие наши коллизии, сложнейшие коллизии — о них в кино не рассказано. Кино девяностых — дитя обстоятельств некинематографических. Можно по пальцам перечислить то, что было тогда живым. Поскольку Голливуда у нас никогда не случится, единственное, что можно делать, это находить живые истории — очень разные».
Сценарий такого фильма — «В движении» — автор Геннадий Островский сдаёт на студию 17 августа 1998 года: в этот день происходит самый крупный денежный дефолт в истории России. Фильм остаётся без бюджета.

### 1999—2003
Яцура занимает 6 тысяч долларов. Фильм «В движении» вышел 4 года спустя, в 2002 году, в постановке молодого актёра Филиппа Янковского, который после успеха этой картины стал режиссёром на проекте по детективному бестселлеру Бориса Акунина «Статский советник». Сам фильм станет частью цикла из 8 режиссёрских дебютов, спродюсированных Яцурой в первой половине 2000-х годов.

### 2004—2006
В 2004 году чёрно-белая военная драма режиссёра Дмитрия Месхиева «Свои» получает сразу три основных приза Московского международного кинофестиваля: главный, «Золотой Георгий», за лучший фильм, и два «Серебряных Георгия» — за режиссуру и лучшую мужскую роль (Богдану Ступке); председатель жюри режиссёр Алан Паркер назвал картину самым значительным фильмом десятилетия. Лента становится главным российским кинособытием года, взяв три национальных кинопремии «Ника» (в том числе за лучший фильм), три «Золотых орла» и пять премий Гильдии киноведов и кинокритики России «Золотой Овен», в том числе за лучший фильм. Актёр Богдан Ступка номинирован за роль в картине на приз Европейской киноакадемии.
В январе 2005 года с главного приза на фестивале в Роттердаме начинается шествие по международным смотрам дебюта Ильи Хржановского «4» по сценарию Владимира Сорокина: фантасмагория с элементами детектива и фантастики, эта лента стала одним из самых востребованных российских фильмов на мировой фестивальной орбите.
В сентябре 2005 года проходит премьера боевика о последнем годе войны в Афганистане «9 рота» — режиссёрский дебют клипмейкера и актёра Фёдора Бондарчука. Фильм становится самой кассовой картиной года: по данным сайта kinopoisk.ru только в России его посмотрело 6 миллионов зрителей.
8-серийная телевизионная лирическая комедия о роддоме «9 месяцев» является единственным опытом Елены Яцуры спродюсировать телесериал.
В этот же период Елена Яцура выступает исполнительным продюсером с русской стороны для сопродукций с Финляндией («Детка», режиссёр Мика Каурисмяки) и Францией («Красотки», режиссёр Седрик Клапиш, премия «Сезар» за лучшую женскую роль второго плана актрисе Сесиль Де Франс). В 2006 году она продюсирует российско-швейцарскую совместную постановку на ставшую актуальной в конце 2000-х годов тему об арестованном в Европе русском олигархе «Переводчица» с весомым для русского дебютного (режиссёр Елена Хазанова) фильма тех лет бюджетом в 1,5 миллиона евро.
Также в 2005 году по её идее снят 4-серийный телевизионный фильм «Брежнев» о советском лидере.

### 2007—2015
Яцура ищет проект, который смог бы стать шагом вперёд как в художественном, так и в коммерческом плане. Тем временем она выпускает по одному фильму в год и отдаёт предпочтение дебютантам. Это Андрес Пуустусмаа с «Красным жемчугом любви», Сергей Дворцевой с этнографической картиной о казахских кочевниках «Тюльпан», собравшей международные премии, как «Особый взгляд» в Каннах, и рецензий американских критиков, как Роджер Эберт, Иван Савельев с новеллистическими по форме «Каденциями», Геннадий Островский с «Пельменями», абсурдистской аллегорией.
Исключение составили вторая режиссёрская работа телеведущего Александра Гордона «Огни притона» — ретро об одесском борделе времён хрущёвской оттепели и сотрудничество над сопродукцией «Концерт», постановкой Раду Михайляну, удостоенной шести номинаций (в том числе за лучший фильм года) и двух премий Французской киноакадемии «Сезар».
Позже Яцура готовит к выпуску две дебютные постановки и сотрудничает над сценариями картин с российскими литераторами — писателем Владимиром Сорокиным и театральным драматургом Максимом Курочкиным.

## Фильмография
- 1996 — Любить по-русски 2 (режиссёр Евгений Матвеев)
- 1997 — Американка (Дмитрий Месхиев)
- 1998 — Тесты для настоящих мужчин (Андрей Разенков)
- 1998 — Женская собственность (Дмитрий Месхиев)
- 1999 — Любить по-русски 3: Губернатор (Евгений Матвеев)
- 2001 — Апрель (Константин Мурзенко)
- 2002 — Брак по расчёту (Юрий Павлов)
- 2002 — Небо. Самолёт. Девушка (Вера Сторожева)
- 2002 — В движении (Филипп Янковский)
- 2002 — Гололёд (Михаил Брашинский)
- 2002 — Дневник камикадзе (Дмитрий Месхиев)
- 2003 — Последний поезд (Алексей Герман мл.)
- 2004 — Детка (Мика Каурисмяки)
- 2004 — Свои (Дмитрий Месхиев)
- 2004 — Богиня: как я полюбила (Рената Литвинова)
- 2004 — 4 (Андрей Хржановский)
- 2004 — Чудная долина (Рано Кубаева)
- 2005 — Брежнев — (Сергей Снежкин) (идея)
- 2005 — Красотки (Седрик Клапиш)
- 2005 — 9 рота (Фёдор Бондарчук)
- 2006 — Переводчица (Елена Хазанова)
- 2006 — 9 месяцев (Резо Гигинеишвили), 8-серийный телефильм
- 2008 — Красный жемчуг любви (Андрес Пуустусмаа)
- 2008 — Тюльпан (Сергей Дворцевой)
- 2009 — Концерт (Раду Михайляну)
- 2010 — Каденции (Иван Савельев)
- 2011 — Огни притона (Александр Гордон)
- 2013 — Пельмени (Геннадий Островский)
- 2015 — Птичка (Владимир Бек[4])
- 2016 — Хит (Маргарита Михайлова)
- 2016 — Сувениры из Москвы (Лаури Нурксе) — исполнительный продюсер
- 2017 — Сулейман Гора (Елизавета Стишова)
- 2018 — @жених (Елизавета Стишова)